# 蚕纹铜戈
蚕纹铜戈是成都博物馆的镇馆之宝之一，1976年出土。

## 基本概况

### 馆藏地
成都博物馆

### 制作年代
战国

### 尺寸
蚕纹铜戈长25.2cm，宽6.3cm

### 外形
戈身呈长三角形，戈身为长三角形，锋部较圆，本部略曲，上有三个不规则的圆形穿。长方形内上有一尖桃形穿。内有一小缺口。
铜戈上的纹饰均是中国先秦时代流行的纹样，采用拍压、刻划、彩绘等技法装饰在铜戈上。援部（考古专业习惯称戈身前半部分为援，后半部分与木柄连接的地方称为内，援靠近内的部分称为本，本与内上的圆孔称为穿，援的最前端称为锋）两面均饰以云雷纹、窃曲纹、环带纹等多种纹饰，构成一幅变形兽体图案，兽头口内有一圆孔，并吐出长舌形成援脊。内部正反两面均饰有蚕形图像，其四周环以云雷纹、窃曲纹等纹饰。

## 出土情况

### 出土地
四川省成都市交通巷

### 文物情况
1976年7月，成都印刷二厂在交通巷修建宿舍时，发现了一座战国墓葬。文物保护考古部门在发掘后，出土了一批青铜器，主要有铜戈四、铜矛一、铜刀一、铜勺一。本件蚕纹铜戈即是四件铜戈之一。
铜戈出土时器型较完好，其表面黑中泛白，仅有少量铜锈。

## 历史探源
铜戈表面的蚕纹，实证了先秦时期蜀地人民种桑养蚕、从事纺织的悠久历史。
该件铜戈上的蚕纹，具有很明显的地方特色，其上的蚕纹与中原地区殷商饰于青铜器上的蚕纹不同，亦与江苏地区出土的黑陶器上的蚕纹有区别。后两者的蚕纹应是仅仅做装饰用，而前者的蚕纹极有可能与原始社会的氏族崇拜具有一定的联系。
蜀国的“蜀”字，最早见于甲骨文中，即“蠋”（野蚕）。《韩非子·说林》载：“蚕似蠋”。《诗经》：“蜎蜎者蠋，蒸在桑野”。《说文解字》：“蜀，葵中虫也，上目象蜀头形，中象其身蜎蜎”。由此，有学者认为蜀人崇拜蚕，以蚕为图腾和部落的守护神。